# Рязановка (Пензенская область)
Ряза́новка — посёлок в Башмаковском районе Пензенской области России. Входит в состав Знаменского сельсовета.

## География
Посёлок находится на расстоянии 23 км к северо-западу от рабочего посёлка Башмаково, административного центра района.

### Часовой пояс
Посёлок Рязановка, как и вся Пензенская область, находится в часовой зоне МСК (московское время). Смещение применяемого времени относительно UTC составляет +3:00.

## История
Основан в начале 1920-х годов. В 1930-е годы действовал колхоз «Красный пролетарий». В середине 1950-х в посёлке находилась бригада колхоза имени Маленкова. До 15 мая 2019 года входил в состав Сосновского сельсовета.

## Население
| 2010 |
| ---- |
| 0    |